# Steve Malcouzane
Steve Hansley Malcouzane est un joueur de badminton seychellois né le 21 juin 1982 à Victoria (Seychelles).

## Palmarès

### Championnats d'Afrique
- Championnats d'Afrique de badminton 2014 à Gaborone au Bostwana.
  -  Médaille de bronze en double messieurs avec Georgie Cupidon
  -  Médaille de bronze en équipe mixte
- Championnats d'Afrique de badminton 2013 à Rose Hill
  -  Médaille de bronze en équipe mixte
- Championnats d'Afrique de badminton 2009 à Nairobi au Kenya
  -  Médaille d'argent en équipe mixte
  -  Médaille de bronze en simple messieurs
  -  Médaille de bronze en double messieurs avec Georgie Cupidon
- Championnats d'Afrique de badminton 2007 à Rose Hill
  -  Médaille d'or en équipe mixte
  -  Médaille d'argent en double messieurs avec Georgie Cupidon
- Championnats d'Afrique de badminton 2006 à Alger
  -  Médaille de bronze en double messieurs avec Georgie Cupidon
  -  Médaille de bronze en équipe mixte

### Jeux africains
- Jeux africains de 2015 à Brazzaville
  -  Médaille de bronze en équipe mixte
- Jeux africains de 2011 à Maputo
  -  Médaille de bronze en double messieurs avec Georgie Cupidon
  -  Médaille de bronze en équipe mixte
- Jeux africains de 2007 à Alger
  -  Médaille de bronze en équipe mixte
- Jeux africains de 2003 à Abuja
  -  Médaille de bronze en équipe mixte

### Jeux des îles de l'océan Indien
- Jeux des îles de l'océan Indien 2015 à La Réunion
  -  Médaille de bronze en en double messieurs avec Georgie Cupidon